# Wurmtaler Kopf
Le Wurmtaler Kopf est une montagne qui s’élève à 3 225 m d’altitude dans les Alpes de l'Ötztal, en Autriche.